# П'єро

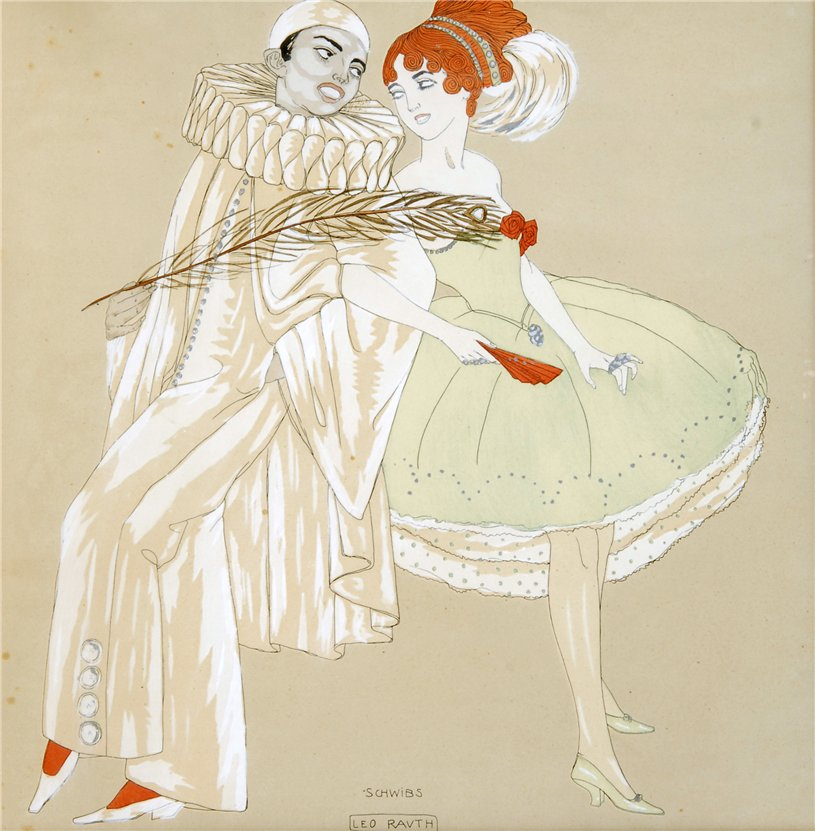
Лео Раут, «Танок з П'єро», 1911 р.

П'єро (англ. Pierrot) — традиційна маска театру дель арте та вистав пантоміми. П'єро — зменшення від імені «Peterchen», «Peterle» та ін. Існував і жіночий персонаж, жіноче втілення маски з ім'ям П'єретта.

## Історія театрального персонажа
Персонаж, або маска, схожа на сучасного П'єро веде своє походження від актора мандрівного італійського театру 15 століття. Низка цих мандрівних акторів виступала на ярмарках і діставалась середньовічних князівств Франції. З 16 ст. ця маска відома у французьких театральних групах. П'єро був сільським парубком, наближеним чи то до Бригелло, чи то до Арлекіна. Мольєр вивів П'єро у власній п'єсі 1665 року (Дон Жуан або Кам'яний гість) як другорядного персонажа. Гретрі виводив П'єро як служку. Первісно характер театрального персонажа був активним і неприємним, він був інтриганом на сцені. За ролями він був першим служкою, хитрим і навіть сміливим, одним з активних персонажів сюжету.

## У французькому театрі
Сценічне побутування французького варіанта П'єро в свою чергу приваблювало французьких авторів драм для акторів італійського театру. Серед них — Клод-Ігнаій Брюгьєр де Брабант, Жан Палапр, Антуан Годар де ла Мот та інші. Імпровізаційний характер вистав італійських акторів почав впливати і на зміни характеру сценічного перонажа. В ньому з'явились риси маргінала, відірваного від швидкоплинного життя, де він не може знайти собі місця, він ізольований, його зусилля не приводять до успіху.
1697 року за королівським наказом Луї XIV акторів італійського театру виженуть з Парижа і П'єро на декілька років зникне зі сцени. Лише по смерті короля герцог Орлеанський, регент при малому за віком королі, викликав 1716 року італійських акторів у Париж знову. Почалися нові вистави, серед них і на ярмарках у Сен-Жермен та у Сен-Лоран. Театральний персонаж на певний час утратив «характер» і розважав публіку тарабарщиною-балаканиною, танцями, акробатичними номерами, піснями. Він втрачав значимість, котру мав у виставах старого театру. Вінсент Барбере, що пильнував за ярмарковими виставами, записав — 
| П'єро дають надзвичайно різні ролі... Часто вони ніяк не відповідають його призначенню. Його роблять то камердинером, то кухарем, та авантюристом. Його костюм почали вдягати зовсім інші маски (що збільшує плутанину). |
Декілька разів маска отримувала виграшні ролі у нових і екзотичнох п'єсах, та її це не врятувало і вона деградувала. Той же Вінсент Барбере записав, що «1733 рік був фатальним для П'єро. Після цієї дати ми навряд побачимо його знову, хіба що у старовинних виставах».

## У живописі рококо

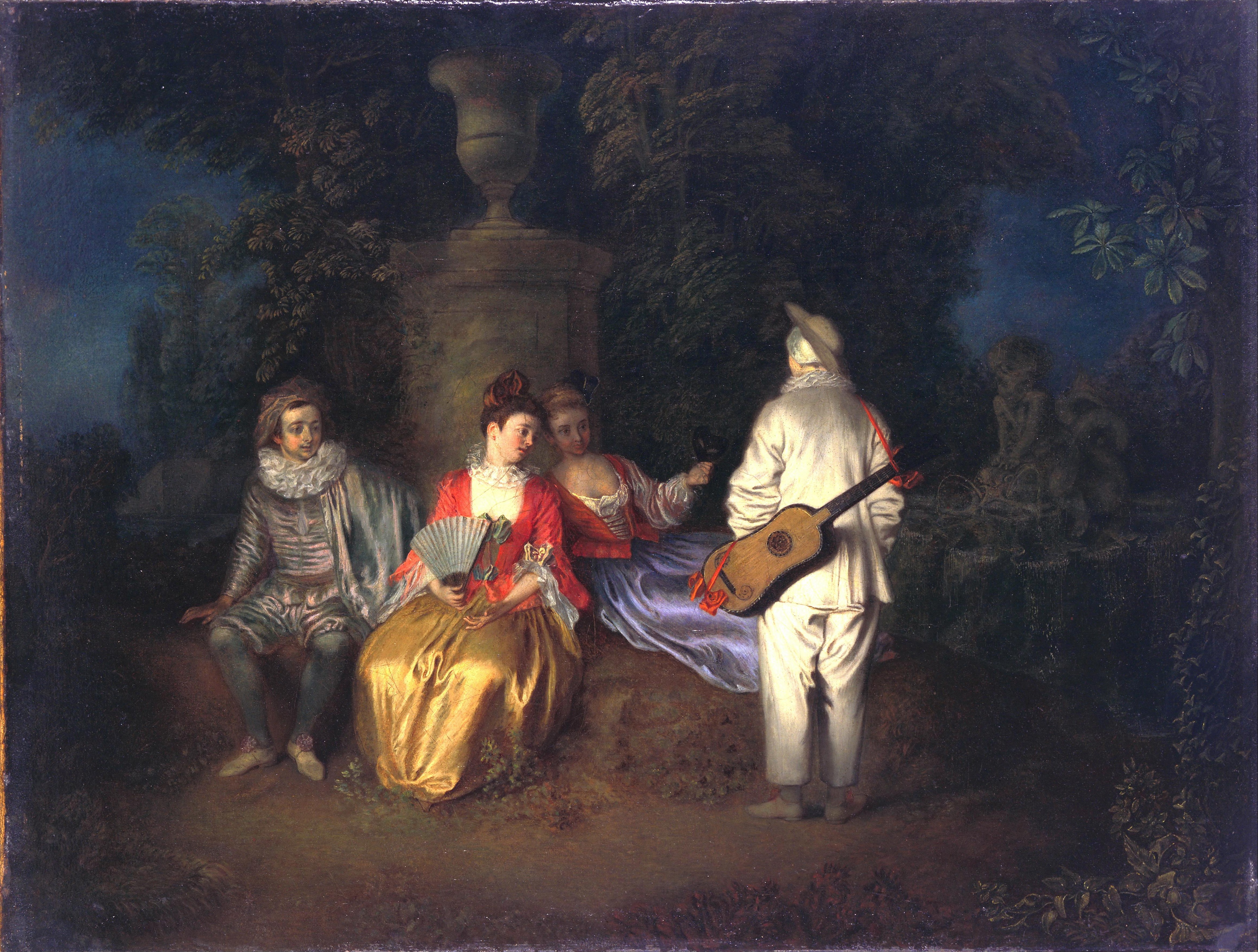
Антуан Ватто, «Товариство в парку», Лос-Анжелес

Але П'єро як персонаж уже встиг увійти в культуру й живопис. Мало підконтрольний Королівській академії живопису й офіційним настановам художник Антуан Ватто почав уводити П'єро у власні картини, часто вигадані та мрійливі («Товариство в парку», Лос-Анжелес, «Серенада італійця», Національний музей Швеції), іноді доволі реалістичні («Актор Жиль у ролі П'єро», Лувр, Париж, «Актори італійської комедії», бл. 1720 р. нині Музей Гетті, Каліфорнія). Вже тоді виявилося, що картини цього художника не вкладаються в жоден із визнаних жанрів. Для нього і вигадали жанр незвичний — «майстер галантних свят».
Екзотичне, ні на кого не схоже мистецтво Антуана Ватто вплинуло на творчість інших майстрів. У стилістиці «галантних свят» працювали Нікола Ланкре, Жан-Батіст Патер та інші.
Так закладалась традиція зображення П'єро та інших персонажів комедії дель арте художниками і графіками 19-20 століть.

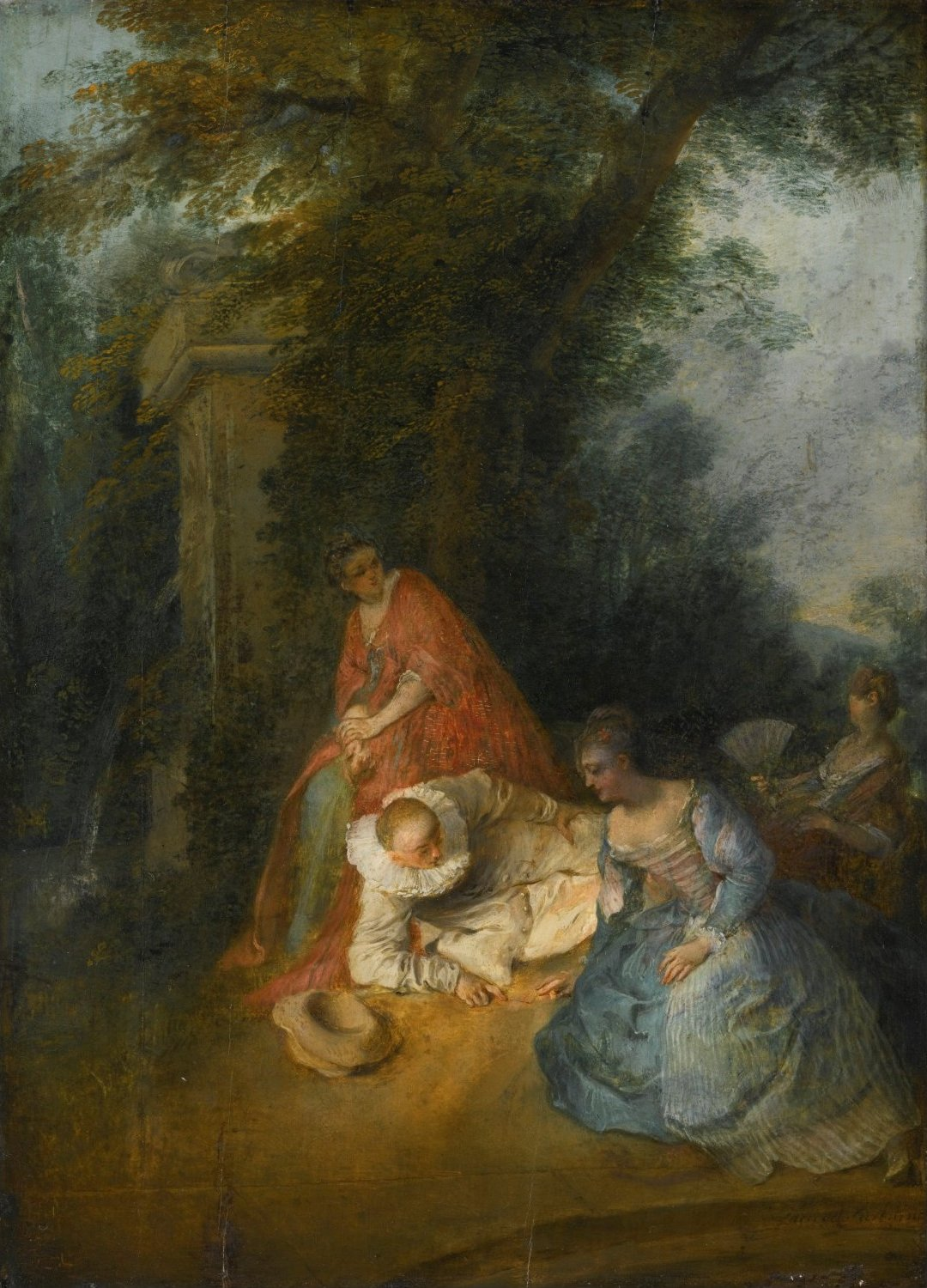
Ніколя Ланкре, «П'єро і три пані в парку», 1721 р.
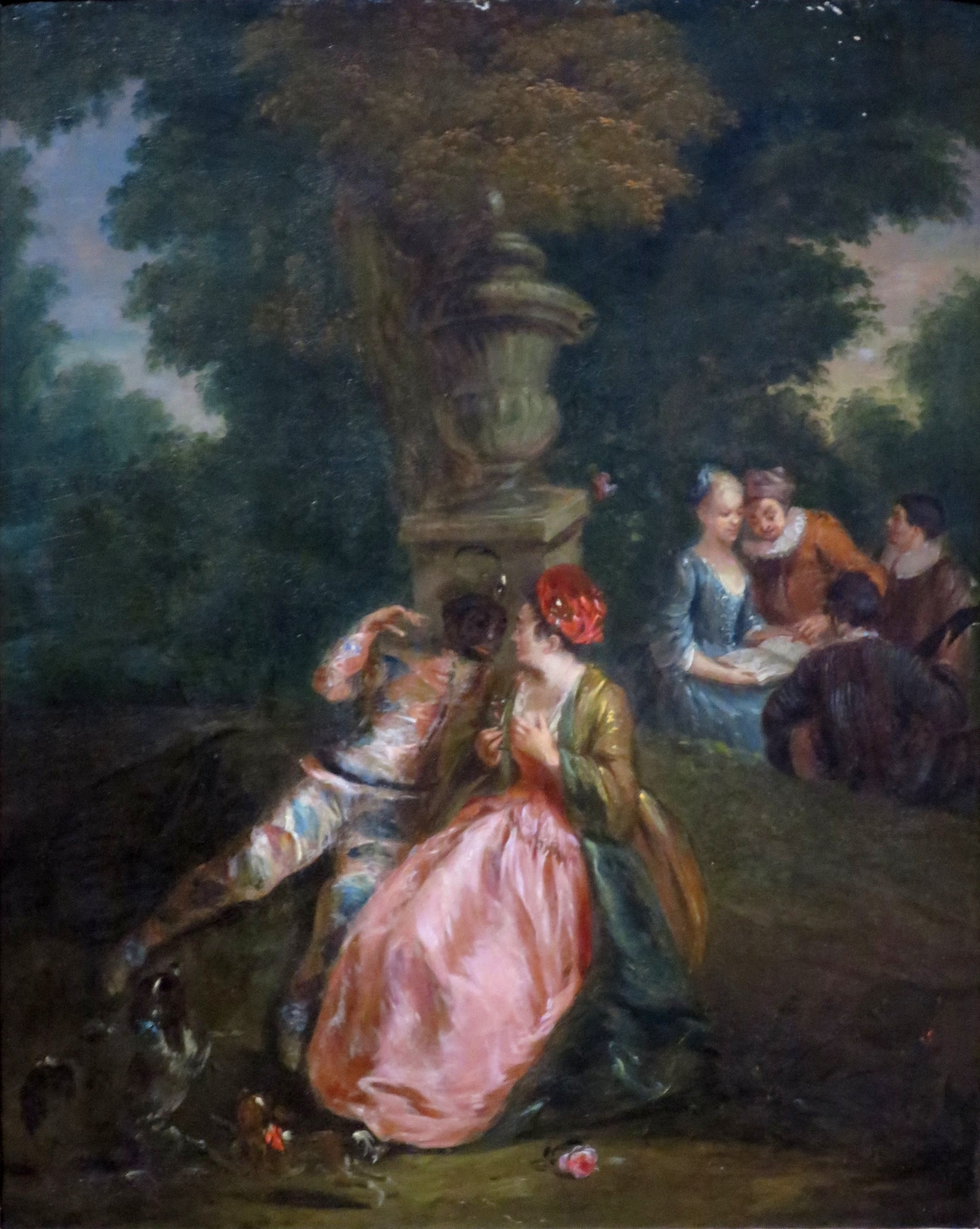
Жан-Батіст Патер, «Арлекін і Коломбіна в парку», до 1736 р.

## Зміни характеру персонажа

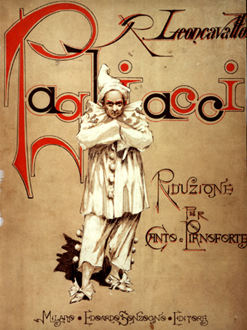
Опера Пуччіні «Паяци». Обкладинка до першого видання 1892 р.

П'єро відродився в мистецтві (театральному та образотворчому) в 19 ст. Але змінився його характер. Він ніби помінявся вдачею з Арлекіном. Телепень і невдаха Арлекін перебрав на себе жвавість і готовність до жартів та витівок, тоді як пруткий інтриган перетворився на млявого, сумного невдаху, а його білий балахон нарешті став традиційним. Змінився лише капелюх — до цього гостроверхий, схожий на тюбетейку.
Персонаж перейшов також у вистави цирку, де П'єро став одним з клоунів.

## На зламі XIX-XX ст
Колишні театральні персонажі на зламі XIX-XX ст. пережили нове життя. До створення нових «біографій» давно відомих театральних масок долучилася ціла низка діячів мистецтва. Нового, чорного П'єро запропонував глядачам співак Олександр Вертинський. Власні інтерпретації П'єро з'явились в пантомімі (Марсель Марсо), в балеті й цирку. Безліч нових П'єро було створено в образотворчому мистецтві — в живописі, афішах, у станковій графіці та екслібрисах, від чого старовинний театральний персонаж тільки збагатився новими рисами й заграв по-новому.

## Мистецькі твори

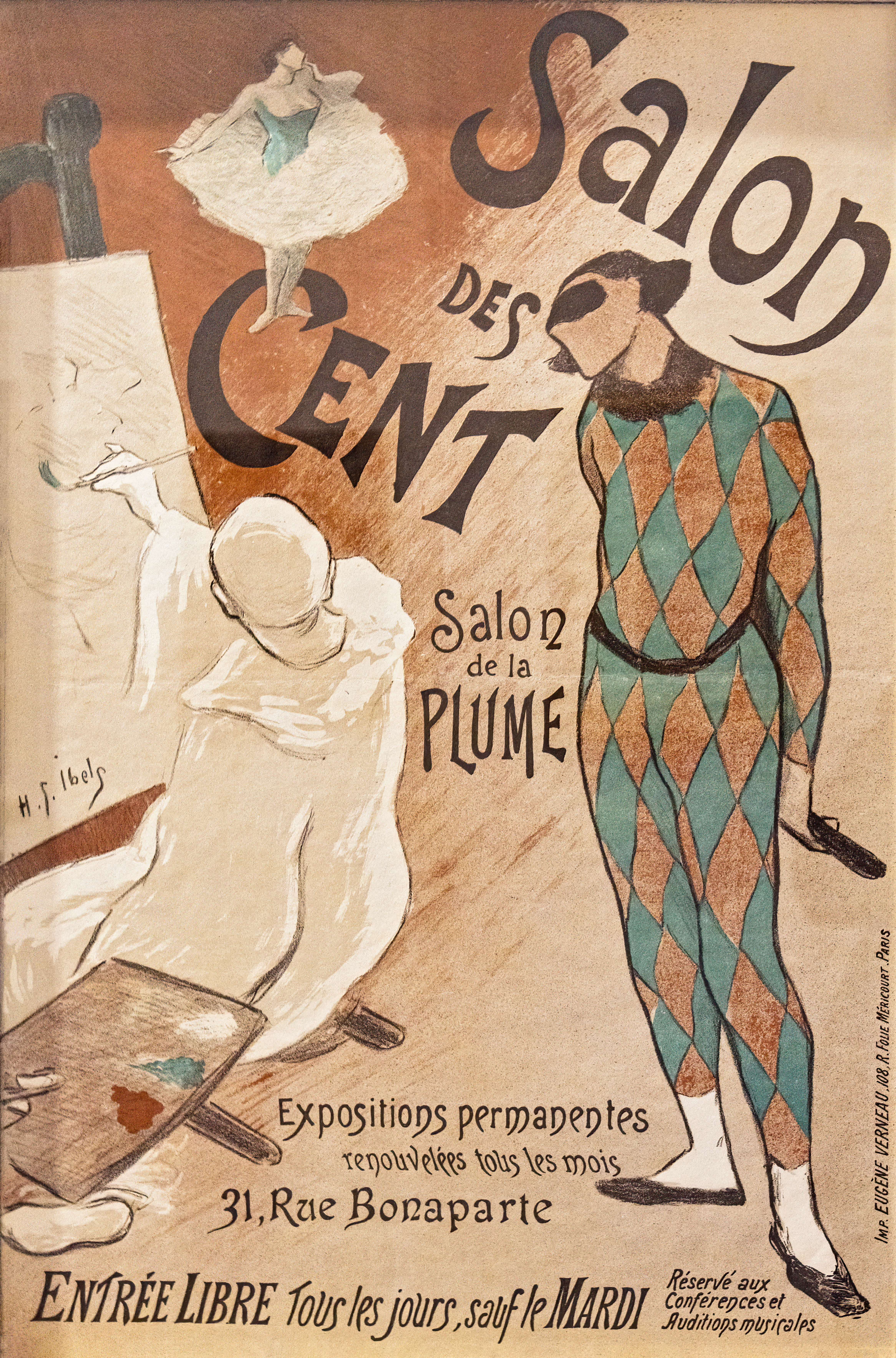
Худ. Анрі-Габріель Ібель, «П'єро-художник» на афіші комерційної виставки Гент, що відбулась у Парижі. 1893 рік.
Антуан Ватто, «Актори італійської комедії», бл. 1720 р., Музей Гетті, Каліфорнія
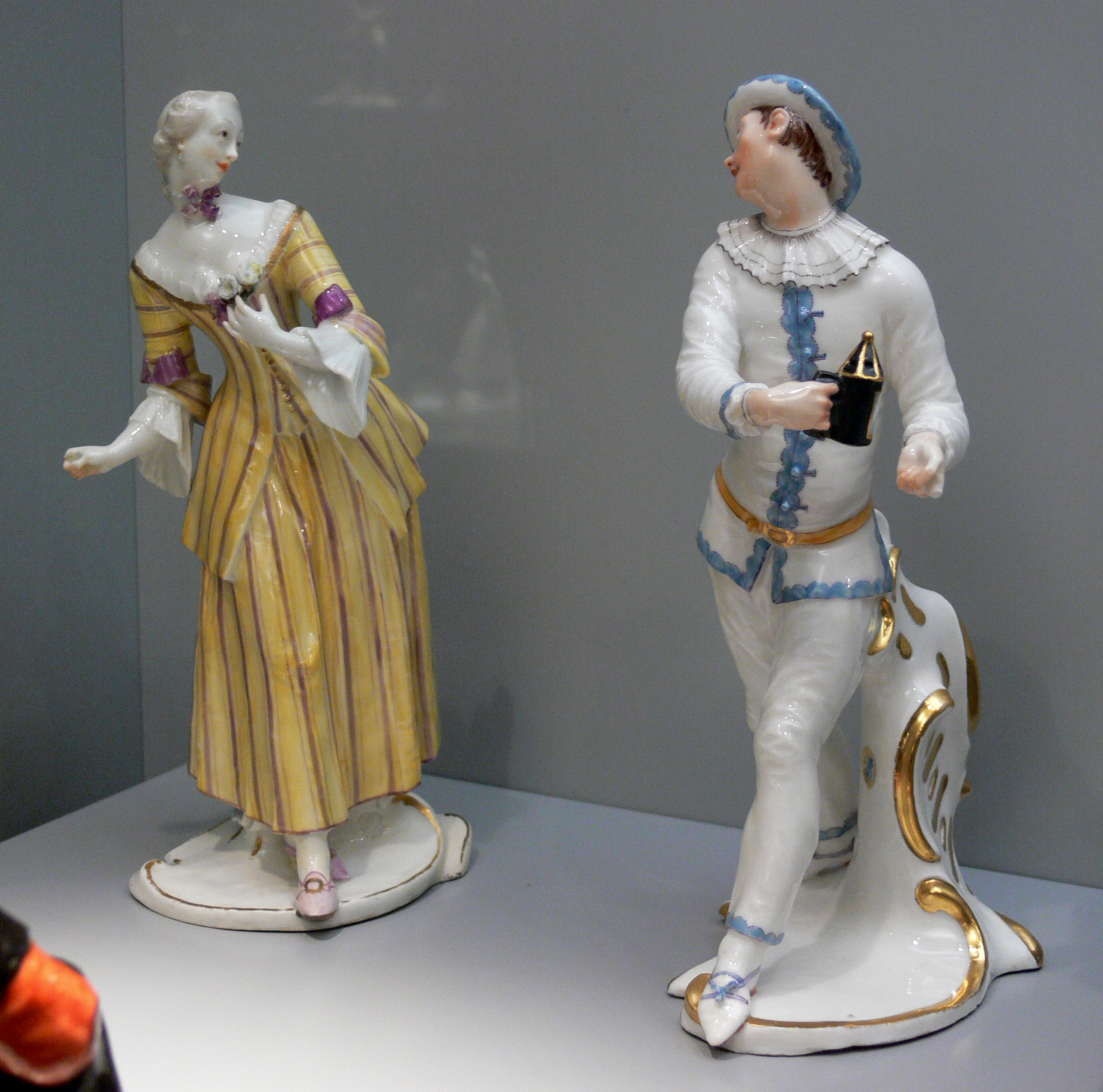
Франц Антон Бустеллі, «Люцинда та П'єро», порцеляна, 1760 р., порцелянова мануфактура, Німфенбург, Німеччина
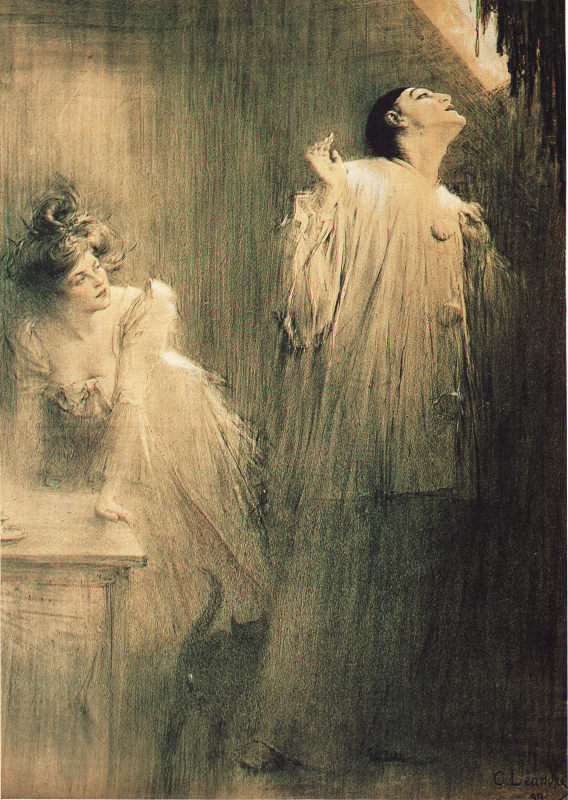
Шарль Леандр, афіша «Коломбіна і П'єро», 1899 р.
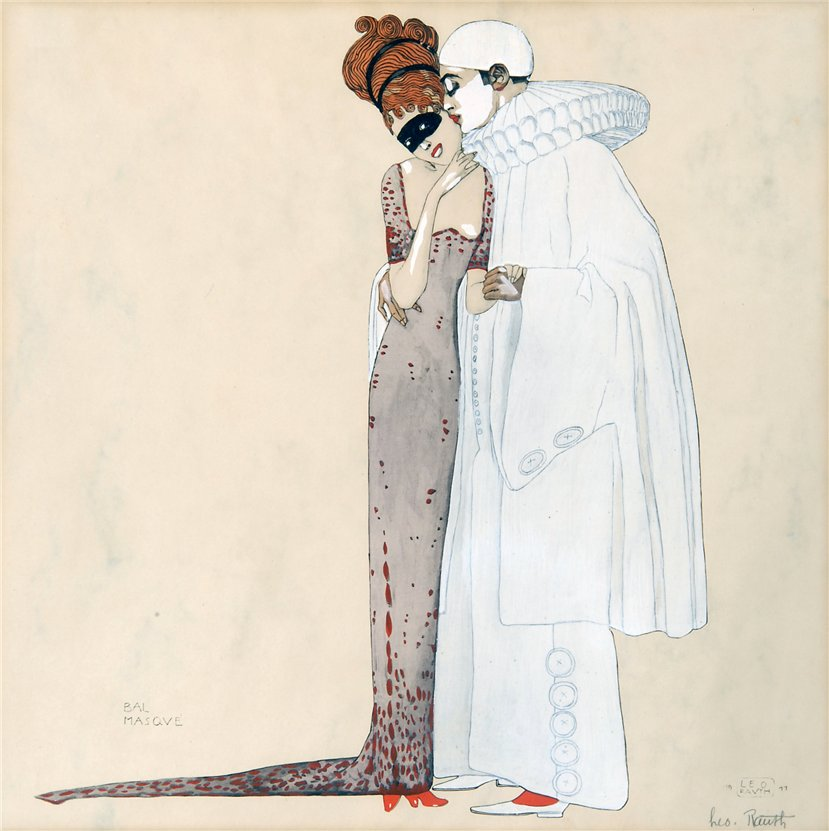
Лео Раут, «Бал-маскарад», 1911 р.
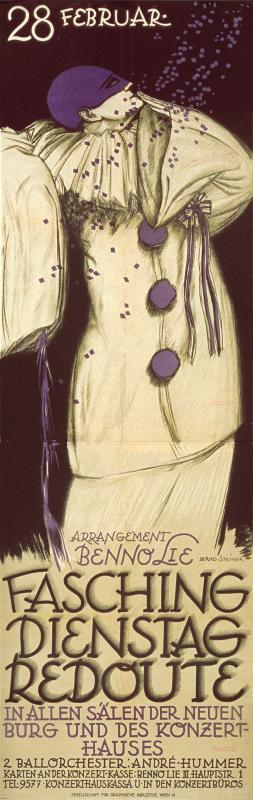
Бернд Штейнер, афіша для карнавалу «П'єро», літографія, 1922 р.
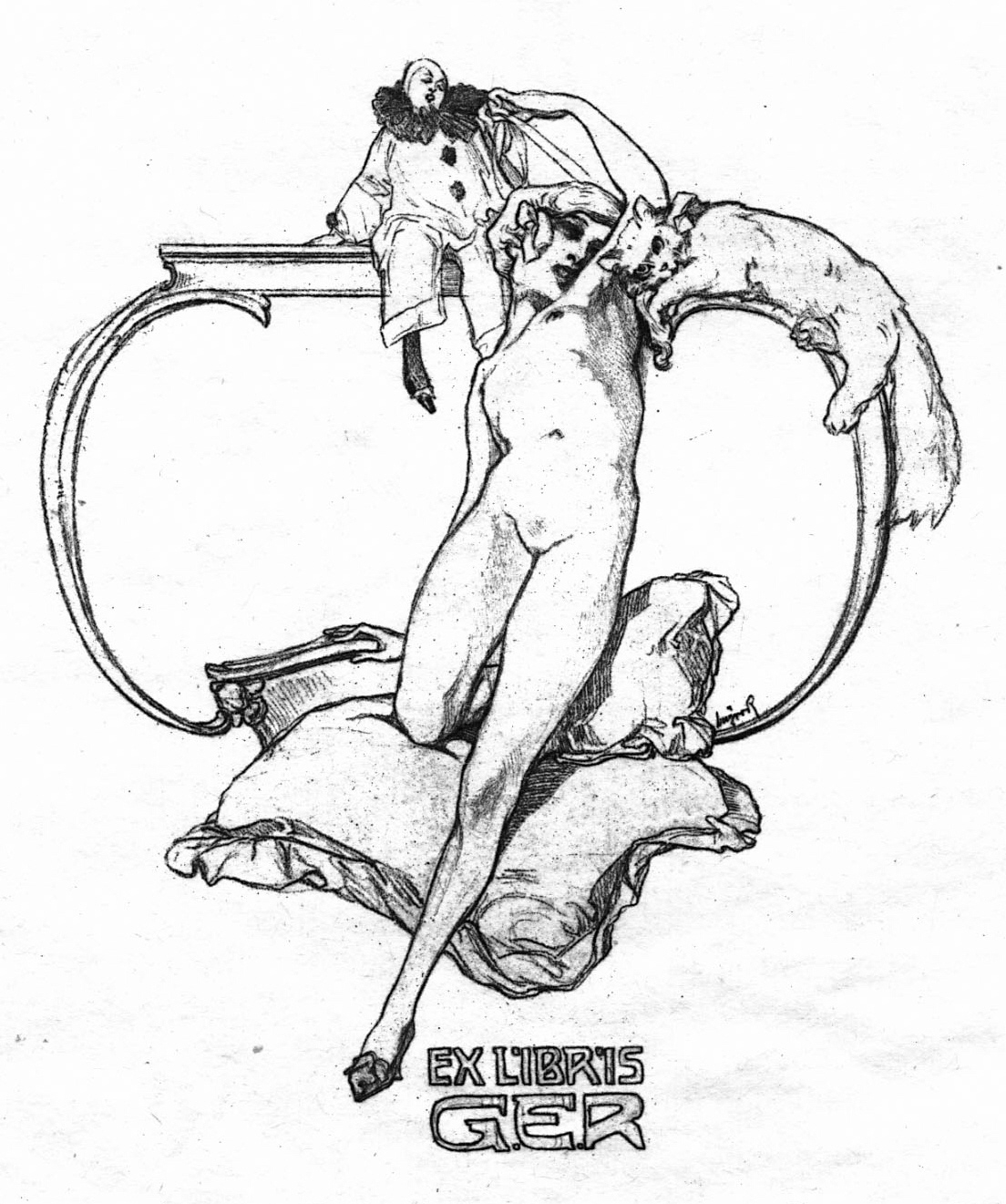
Франс фон Байрос, Екслібрис із П'єро та дамою доби декаданс, бл. 1924 р.
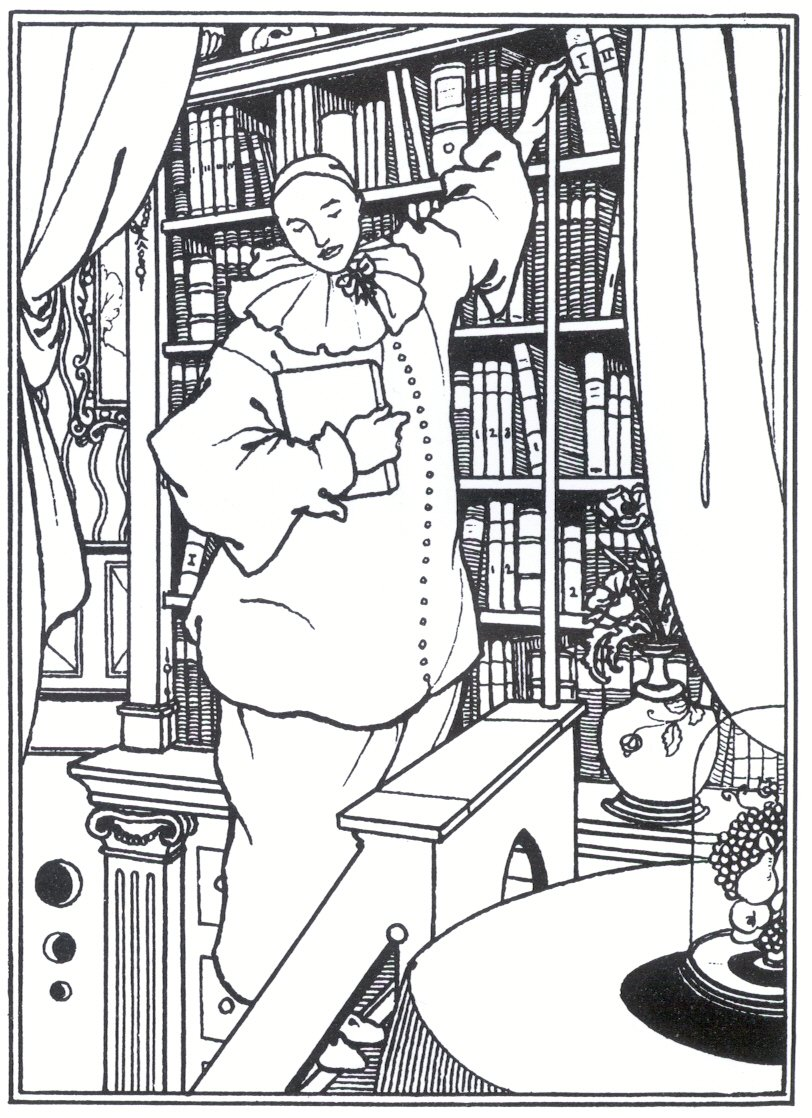
Худ. Обрі Бердслі «Бібліотека П'єро», 1896 р.

## Див. також

Монограміст ДВГ. «Спітнілий П'єро після вистави», 2007 р.